# Relaciones España-Vanuatu
Las relaciones España-Vanuatu son las relaciones internacionales entre estos dos países. Vanuatu no tiene embajada en España, pero su embajada en Bruselas está acreditada para España. La Embajada de España en Canberra, Australia, está acreditada en Vanuatu, así como el consulado español en Sídney. Además España cuenta con una Consulado Honorario en Port Vila.

## Relaciones históricas
En 1606, el explorador hispano-portugués Pedro Fernández de Quirós se convirtió en el primer europeo en llegar a las islas; creyendo que había llegado a la Terra Australis bautizó el archipiélago con el nombre de Terra Austrialia del Espíritu Santo y fundó una colonia: Nueva Jerusalén en la isla Espíritu Santo.

## Relaciones diplomáticas
España mantiene relaciones diplomáticas con Vanuatu desde el 30 de abril de 1981. Existen unos escasos pero muy importantes vínculos históricos con España: el 14 de mayo de 1606 los navegantes al servicio de la Corona de España, Pedro Fernández de Quirós y Luis Vaez de Torres descubrieron la isla de Espíritu Santo. Quirós y Torres fondearon en el sudeste de la llamada Gran Bahía (bahía de San Felipe y Santiago), tomando posesión de esas tierras, a las que llamaron “Australia del Espíritu Santo”. Ambos navegantes permanecieron allí un cierto tiempo.
El 14 de mayo de 2006 se conmemoró solemnemente con diversos actos el cuarto centenario de la efemérides. En presencia del gobierno vanuatense, el embajador de España en Vanuatu hizo entrega de un busto de Quirós, que fue emplazado en el lugar de su desembarco en la citada bahía.

## Cooperación
Las relaciones bilaterales tanto a nivel político como comercial entre España y Vanuatu son escasas, encuadrándose principalmente en el marco de la cooperación de la UE con Vanuatu a través de los programas de los Fondos de Desarrollo y del Acuerdo de Partenariado Económico. El país se halla bajo la competencia de la Embajada de España en Canberra, y los asuntos consulares se atienden desde el Consulado General de España en Sídney, lo que se refuerza con la existencia de un Consulado Honorario de España en Port Vila.